# 칙칙폭폭 처깅턴
칙칙폭폭 처깅턴(영어: Chuggington)은 영국과 미국의 유아용 텔레비전 애니메이션 시리즈이다. BBC의 CBeebies 채널 및 기타 채널에서 국제적으로 방송되었다. 원래 2008년부터 2015년까지 5개의 시리즈로 구성된 이 시리즈는 2020년 6월 29일 미국 디즈니 주니어와 2021년 1월 2일 영국 CBeebies에서 새로운 시리즈를 추가하면서 5-6년 간의 공백기를 벗어났다. 현재 7번째 시리즈를 제작중에 있다.
네덜란드에서는 2001년 6월 27일 2022년 기준으로 22주년 방영